# Nuño Gómez
Nuño Gómez ist ein Ort und eine Gemeinde (Municipio) im Nordosten der Provinz Toledo in Spanien mit 171 Einwohnern (Stand: 2024). 

## Lage
Nuño Gómez liegt etwa 55 Kilometer westnordwestlich von Toledo in einer Höhe von ca. 470 m. 
In Nuño Gómez herrscht ein kontinentales Klima mit extremen Temperaturen und starken Amplituden. Die Niederschläge (492 mm/Jahr) sind sehr unregelmäßig und selten, meist im Herbst und Frühling konzentriert.

## Bevölkerungsentwicklung
| Jahr      | 1970 | 1981 | 1991 | 2001 | 2011 | 2021 |
| Einwohner | 287  | 177  | 182  | 203  | 181  | 137  |

## Sehenswertes
- Kirche Mariä Himmelfahrt
- Kapelle der Unbefleckten Empfängnis

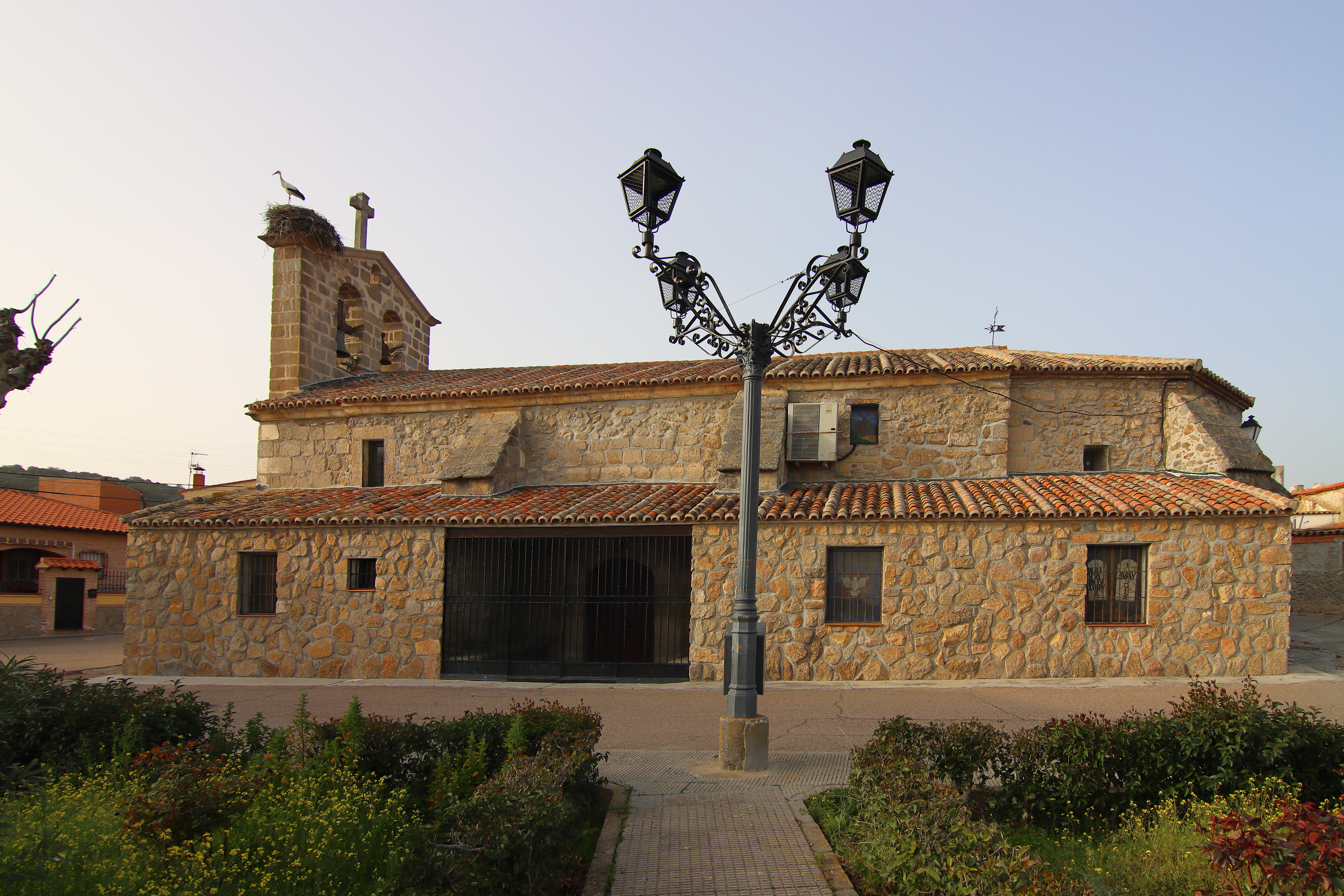
Kirche Mariä Himmelfahrt
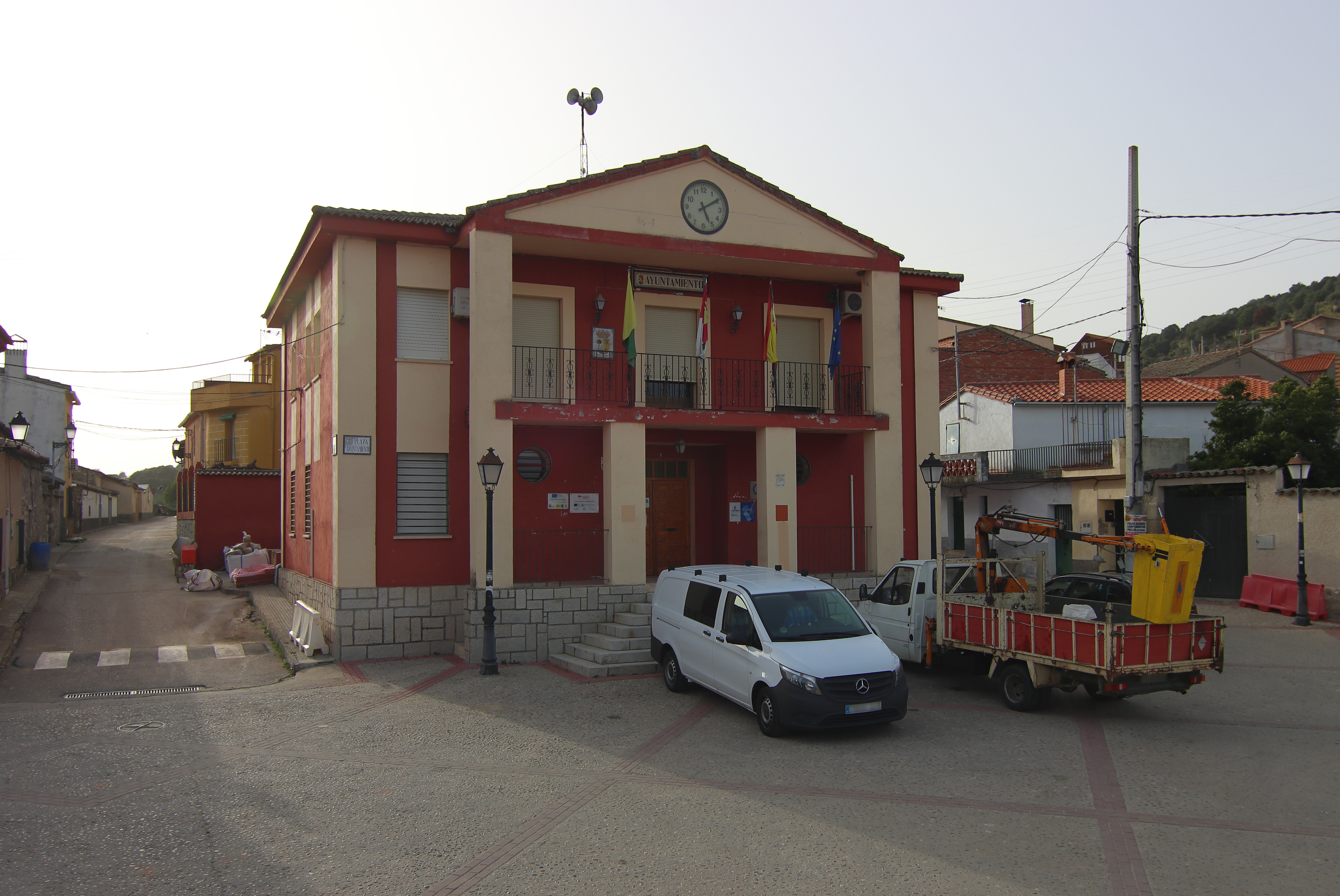
Rathaus

## Persönlichkeiten
- Simón Sánchez Montero (1915–2006), Politiker (PCE)